# Great Bookham
Great Bookham is een plaats in het bestuurlijke gebied Mole Valley, in het Engelse graafschap Surrey. De plaats is een westelijke uitbreiding van Fetcham aan de Leatherhead road, komende van Leatherhead.